# Horst Wenig
Horst Wenig (* 15. Dezember 1919 in Erbach (Rheingau); † 6. Februar 1986) war ein deutscher Flottillenadmiral der Bundesmarine.

## Leben
Horst Wenig absolvierte den Reichsarbeitsdienst und trat am 1. Oktober 1938 als Seeoffizieranwärter in die Kriegsmarine ein. Nach der Offizierausbildung war er Wachoffizier und bis Kriegsende Kommandant auf Minenräum- und Minensuchbooten.
Direkt nach dem Krieg war er für die Alliierten beim Deutschen Minenräumdienst (GMSA) im Einsatz und kam dann zum LSU (B). Hier war er erneut Kommandant von Minenräumbooten (u. a. R 135) und Minensuchbooten.
Am 16. Juli 1956 trat er als Kapitänleutnant in die Bundesmarine ein, wurde von August 1956 bis Juli 1957 Kommandant des Minensuchbootes M 204 (ehemals M 460) und kam später in einem Stab zum Einsatz. Als Korvettenkapitän war er als Nachfolger von Erwin Rau von November 1959 bis Juli 1962 Kommandeur des 2. Minensuchgeschwaders. Anschließend wurde er A1 im Flottenkommando. Er ging als Hilfsreferent in das Bundesministerium für Verteidigung nach Bonn und wurde hier Referent. Von Oktober 1969 bis September 1972 war er als Kapitän zur See Kommandeur der Flottille der Minenstreitkräfte. Anschließend wurde er Leiter der Unterabteilung Personal im Bundesministerium für Verteidigung. Anschließend war er vom 1. April 1975 bis 31. März 1980 als Flottillenadmiral Chef des Stabes und Stellvertretender Amtschef des Marineamtes. Anschließend ging er in den Ruhestand.